# Троицкий храм (Муствеэ)
Троицкий храм (эст. Mustvee Halastuse ja Püha-Kolmainsuse Ühisusu kirik) — православный храм в городе Муствеэ в Эстонии. Находится в юрисдикции Эстонской апостольской православной церкви Константинопольского патриархата.

## История
Храм был построен в 1877 году в посёлке Чёрном на средства русской казны и передан в бессрочное пользование Свято-Троицкому единоверческому приходу. Действовал до 1957 года, когда иконы и утварь были перенесены в новообрядный Никольский храм.
В 2000 году был зарегистрирован «Свято Троицкий Единоверческий Приход Милосердия» в юрисдикции Эстонской православной церкви Московского патриархата, однако здание храма было передано правительством Эстонии Эстонской апостольской православной церкви.
1 мая 2003 ЭАПЦ передала единоверческой общине храм в безвозмездное пользование. Храм был открыт 31 мая 2004 года. Впоследствии перешёл в число новообрядных в юрисдикции ЭАПЦ.